# Анапский 335-й пехотный полк
335-й пехотный Анапский полк — пехотная воинская часть Русской императорской армии второй очереди. Сформирован для участия в Первой мировой войне.

## История
Сформирован в период 19 июля — 10 августа 1914 года в Екатеринбурге из кадра, отделённого от 195-го пехотного Оровайского полка, и запасных Пермской и Саратовской губерний. 11 августа отбыл в Петроградский военный округ, где вошел в состав 6-й армии и был направлен на работы по укреплению Выборгской крепости.
К 20 октября 1914 года переброшен в 10-ю армию Северо-Западного фронта в район города Сувалки. К 28 января 1915 года отступил к крепости Гродна и сражался в Августовских лесах. Летом и осенью 1915 года отступил в Белоруссию и с 15 ноября 1915 года по август 1916 года вёл позиционные бои в районе города Молодечно. В августе 1916 года переброшен на Юго-Западный фронт в район Дубно, где принял участие в 3-м, 4-м и 5-м Ковельских сражениях. В октябре 1916 года переведён в 9-ю армию Юго-Западного фронта в район Черновцов. С 7 ноября 1916 года по 18 июля 1917 года вел позиционные бои в Карпатах. С августа 1917 года вошел в состав 4-й армии Румынского фронта. Расформирован в феврале 1918 года.

## Командиры полка
- хх.12.1914 – хх.хх.1915 — полковник Пороховщиков, Александр Сергеевич
- 13.07.1915 – после 01.08.1916 — полковник Великопольский, Николай Николаевич

## Известные люди, служившие в полку
- Валевский, Александр Николаевич — штабс-капитан; кавалер Ордена Св. Анны IV ст., впоследствии кавалер Ордена Красного Знамени (1922)[1][2];
- Щорс, Николай Александрович